# Willow Creek/Southwest 185th Avenue pályaudvar
A Willow Creek/Southwest 185th Avenue pályaudvar átszállópont az Oregon állambeli Hillsboróban, ahol a TriMet és a Columbia County Rider autóbuszai, valamint a Metropolitan Area Express kék vonala között lehet átszállni.
Az állomástól nem messze található az Oregoni Főemlőskutató-központ, valamint az Oregoni Egészségtudományi Egyetem és a Portlandi Közösségi Főiskola helyi kampuszai.

## Történet
A kék vonal Westside szakaszának kivitelezése 1993-ban kezdődött; az állomás 1998 augusztusában lett kész, a nyitóünnepséget 13-án tartották. A járatok végül szeptember 12-én indultak el. A szakasznak eredetileg ez az állomás lett volna a végpontja, de Hillsboro polgármestere, Shirley Huffman és mások kijárták a belvárosi hosszabbítást. A „Books by Rail” program keretében a Hillsborói Közkönyvtár telephelye is itt lett volna, de a Robertson-alagút Nyugati-domb alatti átvezetése költségeinek megugrása miatt az végül a Hillsboro Central/Southeast 3rd Avenue pályaudvarnál jött létre. Az eredeti tervek térfigyelő rendszert is tartalmaztak, de végül az sem épült ki. A Westside szakaszt eredetileg 1997 szeptemberében nyitották volna meg, de ez a Robertson-alagút kivitelezésének elhúzódása miatt egy évet késett. A P+R parkoló 1997. március 3-ától működik; megnyitásakor két busz (61 és 88) állt meg itt.
A megálló 1998. szeptember 12-i megnyitása után néhány hónappal a parkoló átlagos kihasználtsága 67% volt. Felmerült a könyvtárrészleg ideköltöztetése, de ez nem valósult meg, később pedig forráskivonások miatt a teljes programot leállították. 1999 decemberében napi átlag 2313 utasával ez az állomás volt a második legforgalmasabb, a parkoló 2000 márciusában pedig az ötödik.
2000 novemberében egy nőt az egyik szerelvény elütött. 2003-ban az állomással szemben egy közel 400 lakásos lakóparkot építettek. 2005-ben késelés színhelye volt a megálló, 2007-ben pedig egy vonatról leszállított utas a szemközti társasház egyik lakójára támadt.
A 2006–2007-es üzleti évben 971 ezres utasszámával a nyugati szakaszon ez a megálló volt a harmadik legforgalmasabb, valamint itt kértek legtöbbször rendőri intézkedést (971-szer). 2008-ban forrást biztosítottak a térfigyelő rendszer kiépítésére, valamint ugyanebben az évben kezdődtek a Portlandi Közösségi Főiskola helyi képzési épületének kivitelezési munkái; a 25 millió dolláros projekt 2009-re készült el. Ugyanezen évben szövetségi forrásokból egy harmadik vágány lefektetését, és a piros vonal idáig való meghosszabbítását is tervezték, de a várható költségek miatt a munkák nem kezdődtek meg.

## Kialakítása

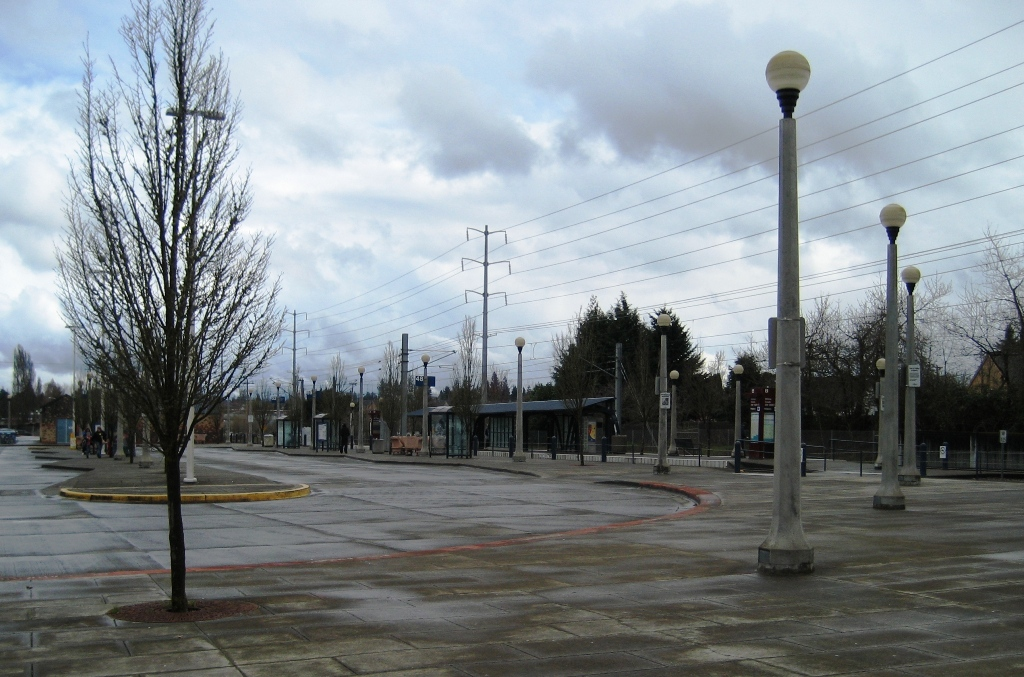
Az autóbusz-állomás

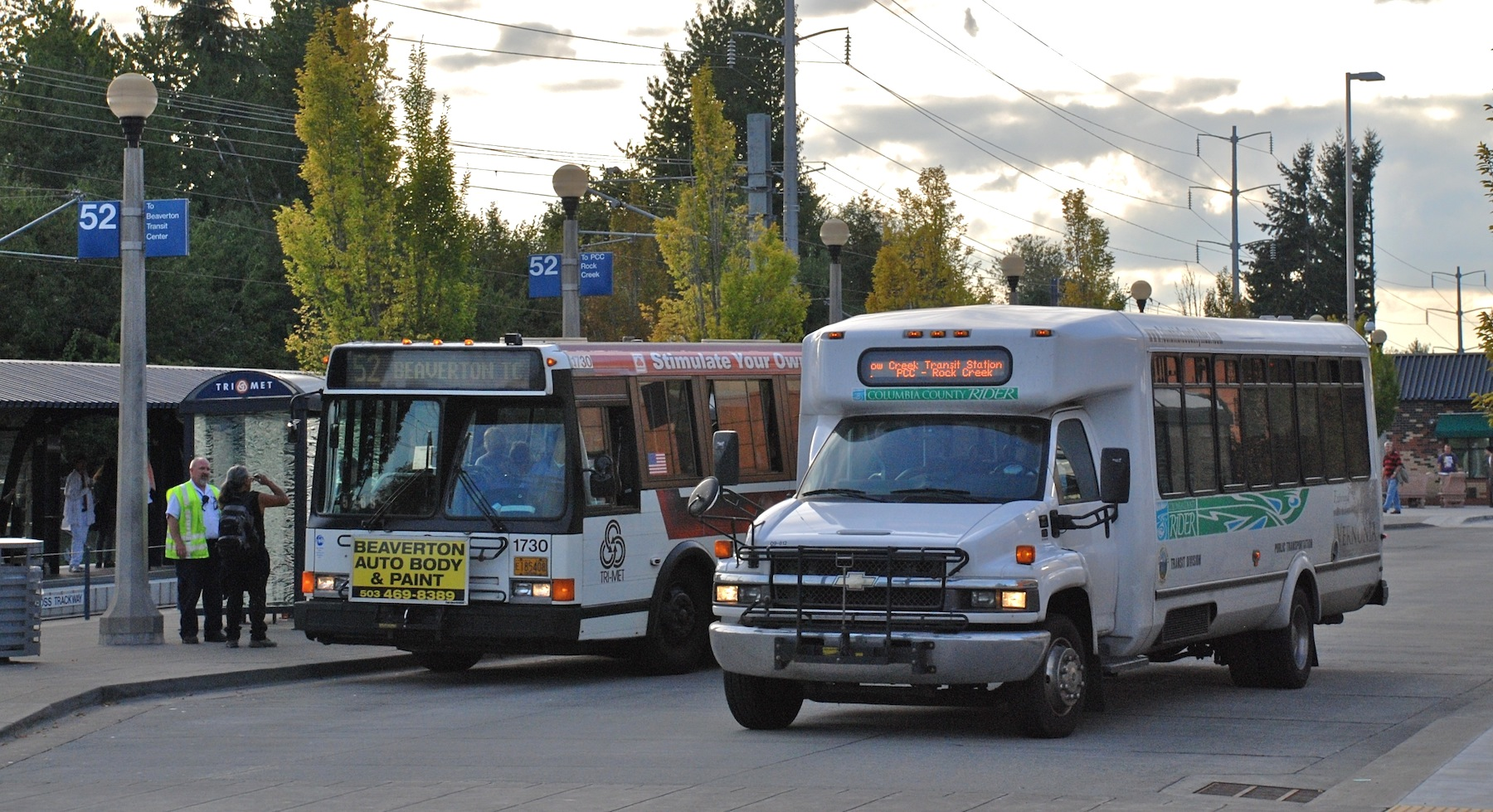
A TriMet 52-es autóbusza és a Columbia County Rider kisbusza

A Baseline út és a délnyugati 185. sugárút kereszteződésétől északnyugatra elhelyezkedő pályaudvar 595 férőhelyes P+R parkolóval (ez a Sunset pályaudvar parkolója után a második legnagyobb), illetve nyitott- és zárt biciklitárolókkal felszerelt, valamint akadálymentesített. A peronon jegykiadó-automaták, az autóbusz-állomásnál pedig büfék találhatóak.
A Lake Oswegó-i OTAK Inc. által tervezett állomást eredetileg cseresznyefák díszítették, de mivel ezek virágzásuk során több ápolást igényelnek, a Portlandi Közösségi Főiskola épületének 2008-as kivitelezésénél ezeket nem virágzó fajtákkal pótolták.

## Műtárgyak
Az állomás területén nagyméretű kőasztalokat és -székeket helyeztek el, melyek felületén irodalmi személyek nevei olvashatók; ezek az eredetileg a helyszínre tervezett könyvtár olvasótermeit jelölték volna. A peron burkolólapjain szókirakó formában írók és az általuk megalkotott szereplők nevei olvashatók.
A betonba számos, különböző írásrendszerekből származó karaktereket karcoltak, valamint a gépészeti épületek a cseresznyefák virágainak hullását szimbolizáló formát alkotnak. A szélfogók üvegeibe Christopher Rauschenberg tervei alapján a villamosmegálló megépülte előtti látképet marták.

## Autóbuszok
- 52 – Farmington/185th (PCC Rock Creek Campus◄►Beaverton Transit Center)[27]
- 59 – Walker/Park Way (►Sunset Transit Center)[28]
- 88 – Hart/198th (►Beaverton Transit Center)[29]

| Előző állomás                                 |  | Metropolitan Area Express |  | Következő állomás                                 |
| --------------------------------------------- |  | ------------------------- |  | ------------------------------------------------- |
| Quatamatovább Hatfield Government Center felé |  | Kék vonal                 |  | Elmonica/SW 170th Avetovább Cleveland Avenue felé |

## Fordítás
- Ez a szócikk részben vagy egészben  a   Willow Creek/Southwest 185th Avenue Transit Center című angol Wikipédia-szócikk ezen változatának fordításán alapul.  Az eredeti cikk szerkesztőit annak laptörténete sorolja fel. Ez a jelzés csupán a megfogalmazás eredetét és a szerzői jogokat jelzi, nem szolgál a cikkben szereplő információk forrásmegjelöléseként.